# 2007년 서울국제여성영화제
제9회 서울국제여성영화제는 2007년 4월에 개최된 영화제이다. 신촌 아트레온극장에서 개최되었다.

## 수상 및 후보

### 최우수상
- 알게 될 거야 - 김영제 수상

### 우수상
- 승아 - 김나영 수상
- 하우스키퍼 - 에말 체레비 수상

### 관객상
- 알게 될 거야 - 김영제 수상

### 심사위원 특별언급상
- 빈 여성 야구단 - 김정선 수상
- 다큐멘터리 옥랑문화 수상작
- F2M - 김일란 수상

### 여성신문상
- 여우비 - 김명화 수상
- 걸 엑싱 - 릴 걸즈 수상
- 아시아 단편경선:국내작품부문
- 그녀들과 순이 - 홍아름
- 그녀와 친구가 되다 - 이인영
- 다시 - 이숙경
- 북두칠성 - 박매화
- 소풍 - 민고은
- 숨 꿈 - 황선숙
- 안녕, 오빠 - 사라
- 자야한다 - 김주리
- 럭키 스트라이크 - 정연이
- 아시아 단편경선:해외작품부문
- 28일 후 - 왕 츄 치아오
- 릴리의 집 - 폴라 젠
- Metamorphosis - 네탈리 브라운
- 고향으로 가는 길 - 가다 테라위